# Not Like Us
"Not Like Us" é uma faixa diss escrita e gravada pelo rapper americano Kendrick Lamar. Foi lançada em 4 de maio de 2024 pela Interscope Records, em meio à sua altamente divulgada rivalidade com o rapper canadense Drake. Essa é a quinta diss track de Lamar direcionada a Drake, sendo lançada menos de 20 horas após seu single anterior, "Meet the Grahams".
Produzida principalmente por Mustard, com colaborações adicionais de Sounwave e Sean Momberger, "Not Like Us" é uma faixa de hip hop da Costa Oeste. A música apresenta uma linha de baixo marcante, acompanhada por cordas sintetizadas vibrantes e estalos de dedos. Em termos de letra, a canção reforça as acusações de pedofilia e má conduta sexual contra Drake, introduzidas em "Meet the Grahams", além de criticar sua identidade cultural e suas relações com artistas de Atlanta, Geórgia. Lamar apresentou "Not Like Us" pela primeira vez no evento The Pop Out: Ken & Friends, onde performou a faixa cinco vezes consecutivas. O videoclipe, dirigido por Dave Free e pelo próprio Lamar, foi lançado no Dia da Independência dos Estados Unidos.
Recebida com aclamação generalizada da crítica musical, a música foi considerada a prova definitiva da vitória de Lamar na rivalidade, sendo exaltada como uma das mais importantes diss tracks da história e, para muitos, a melhor da disputa. "Not Like Us" gerou debates sobre raça e apropriação cultural, foi adotada como um hino da Costa Oeste e influenciou diversos setores da cultura pop. A canção quebrou vários recordes na plataforma de streaming Spotify e se tornou o quarto single número um de Lamar na Billboard Hot 100 (Estados Unidos). Além disso, é a música que permaneceu por mais tempo no topo das paradas Hot Rap Songs e Hot R&B/Hip-Hop Songs, também alcançando também o número um na parada Billboard Global 200, no Reino Unido, na Austrália, na Nova Zelândia, no Canadá, na África do Sul, na Irlanda e na Letônia.
"Not Like Us" se tornou a canção de rap mais premiada da história do Grammy Awards, vencendo todas as cinco categorias em que foi indicada na edição de 2025: Gravação do Ano, Canção do Ano, Melhor Performance de Rap, Melhor Canção de Rap e Melhor Videoclipe. Com isso, Lamar se tornou o segundo rapper a vencer as duas primeiras categorias, juntando-se a Childish Gambino, que conquistou o feito em 2019 com "This Is America".

## Histórico e lançamento
Os rappers Kendrick Lamar e Drake se envolveram em uma rivalidade de rap desde agosto de 2013. As tensões aumentaram a partir de março de 2024, após o verso de Lamar no single "Like That" lançado por Future e Metro Boomin, onde foi feita uma crítica dirigida a Drake e J. Cole por sua faixa "First Person Shooter". Drake respondeu ao verso provocativo de Lamar com o single "Push Ups" e a música " Taylor Made Freestyle". Lamar respondeu com as canções "Euphoria" e "6:16 in LA".
Horas após o lançamento de "6:16 in LA", Drake respondeu com o single "Family Matters", no qual acusou Lamar de abusar de sua noiva, Whitney Alford, e alegou que um de seus dois filhos na verdade era filho de seu produtor, Dave Free.
Menos de uma hora depois, Lamar respondeu com "Meet the Grahams", onde atacou Drake como um suposto predador sexual que comandaria uma rede de tráfico sexual dentro de sua mansão em Toronto, conhecida como Embaixada, enquanto seria pai de uma filha mantida em segredo da mídia. "Not Like Us" foi lançada oficialmente em 4 de maio de 2024, menos de 14 horas após a publicação de "Meet the Grahams".  A capa do single mostra uma imagem de satélite da Embaixada, a mansão de Drake, a partir de uma captura de tela do Google Maps, com 13 marcadores vermelhos colocados em seu telhado, que simbolizam a presença de criminosos sexuais.

## Desempenho comercial
Devido ao ápice da rivalidade entre os artistas, "Not Like Us" se tornou um sucesso comercial instantâneo, quebrando vários recordes de streaming, vários dos quais pertenciam, até à ocasião, a Drake. Se tornou a faixa de diss mais transmitida no Spotify, recebendo o maior número de exibições em para um dia de uma música de rap (12,8 milhões) e o maior número de exibições de músicas em uma semana por um rapper (81,2 milhões). Além disso, também se tornou a música de rap mais rápida da plataforma a chegar aos 100 milhões (9 dias), 200 milhões (19 dias), 300 milhões (35 dias), 400 milhões (54 dias), 500 milhões (70 dias), 600 milhões (87 dias), e 700 milhões de streams (112 dias).
Nos Estados Unidos, "Not Like Us" estreou em primeiro lugar na parada Billboard Hot 100 em 18 de maio de 2024, com 70,9 milhões de reproduções, cinco milhões de impressões de audiência em rádios e 15.000 cópias vendidas. Registrou o maior número de streaming na primeira semana para uma música de hip hop desde que a Billboard removeu o conteúdo gerado por usuários de músicas do YouTube de suas métricas de paradas em 2020. Como o quarto single número um de Lamar e a primeira estreia solo número um, "Not Like Us" se tornou a primeira música de rap da história a chegar ao topo da Hot 100 com uma semana de acompanhamento encurtada de cinco dias. Também marcou o primeiro single número um de Mustard e sua estreia como produtor, e um dos únicos líderes de paradas a ser escrito por um único compositor. Na sequência da apresentação de Lamar no intervalo do Super Bow LIX, "Not Like Us" voltou ao topo da Hot 100 por uma semana. Isto fez de "Not Like Us" a faixa com o terceiro intervalo mais longo entre diferentes semanas no número um - 29 semanas - e a primeira faixa não natalina a liderar a Hot 100 três vezes separadas com intervalos de dois ou mais meses entre cada domínio. Com "Like Us" igualou o número de semanas que "Like That", a sua colaboração Future e Metro Boomin, lançada em março de 2024, havia passado na liderança da Hot 100. Ambos os singles são as faixas que mais semanas passaram no número um daquela importante parada musical.

## Tabelas
| Paradas musicais (2024-2025)                 | Melhor posição |
| -------------------------------------------- | -------------- |
| Austrália (ARIA)                             | 1              |
| Austrália (ARIA Hip Hop/R&B)                 | 1              |
| Áustria (Ö3 Austria Top 75)                  | 6              |
| Bélgica (Ultratop 50 de Flandres)            | 20             |
| Canadá (Canadian Hot 100)                    | 1              |
| Croácia - Airplay internacional (Billboard)  | 14             |
| República Checa (Rádio Top 100)              | 9              |
| Dinamarca (Hitlisten)                        | 6              |
| Finlândia (Suomen virallinen lista)          | 15             |
| França (SNEP)                                | 4              |
| Alemanha (Offizielle Deutsche Charts)        | 4              |
| Grécia - Internacional (IFPI)                | 1              |
| Hungria (Single Top 40)                      | 14             |
| Islândia (Tónlistinn)                        | 5              |
| Índia - Internacional (IMI)                  | 3              |
| Irlanda (IRMA)                               | 1              |
| Itália (FIMI)                                | 52             |
| Letônia (LaIPA)                              | 1              |
| Lituânia (AGATA)                             | 1              |
| Luxemburgo (Billboard)                       | 2              |
| Malásia (Billboard)                          | 9              |
| Malásia (RIM)                                | 7              |
| MENA (IFPI)                                  | 5              |
| Países Baixos (Single Top 100)               | 8              |
| Nova Zelândia (Recorded Music NZ)            | 1              |
| Nigéria (TurnTable Top 100)                  | 15             |
| Norte da África (IFPI)                       | 17             |
| Noruega (VG-lista)                           | 5              |
| Filipinas (Billboard Hot 100)                | 19             |
| Polônia (Polish Streaming Top 100)           | 9              |
| Portugal (AFP)                               | 2              |
| Romênia (Billboard)                          | 8              |
| Arábia Saudita (IFPI)                        | 3              |
| Singapura (RIAS)                             | 7              |
| Suécia (Sverigetopplistan)                   | 3              |
| Suíça (Schweizer Hitparade)                  | 13             |
| Emirados Árabes Unidos (IFPI)                | 2              |
| Reino Unido (UK Singles Chart)               | 1              |
| Reino Unido (OCC UK R&B)                     | 1              |
| Estados Unidos (Billboard Hot 100)           | 1              |
| Estados Unidos (Billboard R&B/Hip-Hop Songs) | 1              |
| Estados Unidos (Billboard Mainstream Top 40) | 13             |
| Estados Unidos (Billboard Rhythmic)          | 1              |
| Mundo (Billboard Global 200)                 | 1              |